# Kvartet Do
Kvartet Do je vokalna skupina, nastala leta 1952.
Dolgoletni vodja kvarteta je bil tenorist Danilo Čadež.

## Zasedba

### Črnski duhovni kvintet
Prva zasedba skupine se je imenovala Črnski duhovni kvintet in je izšla iz Primorskega akademskega zbora Vinko Vodopivec.
Sestavljali so jo: Danilo Čadež (prvi tenor), Jože Blaznik (drugi tenor), Zdravko Predrag (bariton), Boris Markič in Marjan Gerl (basa).
Največ so peli črnske duhovne pesmi, zato je takšno tudi prvotno ime skupine.
Obstajala je približno pet let in se leta 1956 preoblikovala v kvartet.

### Najbolj znana zasedba
Članska zasedba se je v začetnih letih precej spreminjala.
Največ časa so v kvartetu skupaj peli: Danilo Čadež (prvi tenor), Peter Ambrož (drugi tenor), Tomaž Tozon (bariton) in Peter Čare (bas).
Vsi so tudi (nekdanji) člani Slovenskega okteta.

## Delovanje
Skupina je veliko nastopala v radijskih in televizijskih oddajah, sodelovala je z različnimi spremljevalnimi instrumentalnimi in vokalno-instrumentalnimi sestavi, kot so: Ansambel Mojmirja Sepeta, Ansambel Miška Hočevarja, Ansambel Borisa Kovačiča, Ansambel Franca Flereta, Alpski kvintet, Ansambel Milčeta Steguja, Vojaški orkester Ljubljana, Ansambel Jožeta Kampiča ali kar sam Jože Kampič s harmoniko.
Z njimi so gostovali tudi v tujini in posneli nekaj plošč.
Včasih so sami nudili dodatne spremljevalne vokale drugim pevcem, kot na primer: Majdi Sepe, Stanki Kovačič ali Alfiju Nipiču.

## Glasbeni festivali
Kvartet Do je nastopil na festivalih narodnozabavne glasbe na Ptuju in Vurberku.

### Festival narečnih popevkVesela jesen
- 1973: Flosarji (M. Slana / J. Kreže / B. Adamič), skupaj z Alfijem Nipičem – prva nagrada občinstva

## Diskografija
- Majda Sepe, vokalni kvartet »DO«, Ansambl Mojmira Sepeta – Glej, (plošča, RTV Beograd, 1961)
- Ansambl Borisa Kovačiča – Mari, (plošča, Jugoton, 1963)
- Miško Hočevar – Mi se imamo radi (COBISS) (plošča, Jugoton, 1968)
- Ansambel Franca Flereta – Ko jutranja zarja (COBISS) (plošča, RTV Beograd, 1971)
- Ansambel Francija Flereta in vokalni kvartet »DO« – Proti vasi, (kaseta, RTV Ljubljana, 1973)
- Stanka Kovačič – Za tvoj god mati / Moj fant ljubi drugo (COBISS) (plošča in kaseta, Helidon, 1973)
- Alfi Nipič, Marjetka Falk, Karli Archar – Popevka vesele jeseni '73, (plošča, RTV Ljubljana, 1973)
- Oto Pestner – Še nobena (COBISS) (plošča, RTV Ljubljana, 1973)
- Kvartet »DO«, Ansambel Jožeta Kampiča – Pleničke je prala (COBISS) (plošča, RTV Beograd, 1973)
- Alpski kvintet (COBISS) (plošča, RTV Beograd, 1973)
- Trio Franca Flereta – Pod oknom (COBISS) (plošča, RTV Beograd, 1973)
- Popevka vesele jeseni '73 (COBISS) (kaseta, RTV Ljubljana, 1974)
- Ansambel Borisa Kovačiča – Čolnič sreče, (plošča in kaseta, Helidon, 1974)
- Alenka Pinterič – Mavrica (COBISS) (plošča, RTV Beograd, 1974)
- Kvartet »DO«, Ansambel Jožeta Kampiča – Pesmi Slovenije / Chansons de la Slovénie / Lieder von Slowenien / Canzoni di Slovenia / Songs of Slovenia (COBISS) (COBISS) (plošča in kaseta, RTV Ljubljana, 1974, 1992)
- Kvartet DO – Oblaki so rudeči (COBISS) (COBISS) (plošča in kaseta, RTV Ljubljana, 1977)
- Kvartet DO – Prva kupica zrel'ga vinčeca, (plošča, RTV Ljubljana, 1977)
- S pesmom i igrom kroz Jugoslaviju 1, (plošča, RTV Beograd, 1977)
- S pesmom i igrom kroz Jugoslaviju 7, (plošča, RTV Beograd, 1977)
- Jugoslavija (COBISS) (kaseta, RTV Ljubljana, 1979)
- Vojni orkestar Ljubljana – Titov naprijed, dirigenti Pavle Brzulja, Ladislav Leško in Bojan Adamič (COBISS) (COBISS) (plošča in kaseta, RTV Ljubljana, 1979, 1980)
- Planinska pesmarica 1: Na planincah sončece sije (COBISS) (kaseta, RTV Ljubljana, 1981)
- Četrtkov večer: Vinske pesmi (COBISS) (kaseta, RTV Ljubljana, 1983)
- En starček je živel: Slovenske vinske pesmi (COBISS) (kaseta, RTV Ljubljana, 1988)
- Kvartet DO – Slovenske narodne pesmi / Folk songs from Slovenia (COBISS) (COBISS) (CD in digitalno, RTV Slovenija, 1989, 1990)[6]
- En starček je živel: Slovenske vinske pesmi (COBISS) (CD, RTV Slovenija, 1996)
- Vsi najboljši muzikanti 1: 50 zlatih viž (COBISS) (kaseta, RTV Slovenija, 2000)
- Četrtkov večer domačih pesmi in napevov: 50 let (COBISS) (COBISS) (kaseta in CD, RTV Slovenija, 2003)
- Franc Flere – Zlate melodije iz glasbene skrinje (COBISS) (CD, Zlati zvoki, 2009)